# Pampa Energía
Pampa Energía est une entreprise d'électricité argentine faisant partie du Merval, le principal indice boursier de la bourse de Buenos Aires.

## Historique
En mars 2016, Pampa Energia annonce l'acquisition de la participation de 67,2 % que détient Petrobras dans Petrobras Argentina pour 1,2 milliard de dollars.